# Heidi Rieß
Heidi Rieß (auch Heidi Rieß-Berthold, Heidi Riess-Berthold und Heidi Berthold-Rieß, Heidi Berthold-Riess, * 12. Mai 1943 in Chemnitz; † 27. Mai 2022 in Leipzig) war eine deutsche Kontraaltistin und Musikpädagogin.

## Leben und Werk
Heidi Rieß wurde 1943 in Chemnitz als Tochter von Irma und Heinz Rieß geboren. Sie erlernte zunächst den Beruf der Stenografin. Von 1960 bis 1962 engagierte sie sich in der Bewegung Junge Talente in der DDR, die die Förderung künstlerisch begabter Kinder und Jugendlicher anstrebte, indem man diesen öffentliche Auftrittsmöglichkeiten verschaffte. Dort übernahm Rieß führende Aufgaben. Diese eröffneten ihr die Chance, ein Studium an der Hochschule für Musik in Leipzig bei Eva Fleischer zu absolvieren. 1968 schloss sie dieses Studium erfolgreich ab. Rieß hatte zweimal ein Mendelssohn-Stipendium erhalten.

### Lehrtätigkeit
Nach ihrem Studienabschluss unterrichtete Rieß selbst an der Hochschule in Leipzig zunächst als Assistentin und später Oberassistentin. 1992 wurde sie zur Professorin für Gesang ernannt. Nach 35 Jahren Lehrtätigkeit hatte sie 2003 über einhundert Berufssänger ausgebildet.

### Künstlerische Karriere
Neben dem Hochschulunterricht hat Rieß auch ihre eigene künstlerische Karriere als Konzertsängerin verfolgt. Der erste Höhepunkt war der Erste Preis beim Internationalen Bachwettbewerb in Leipzig im Jahr 1968. Beim Internationalen Musikwettbewerb in Genf erreichte sie 1968 einen zweiten Preis. Ein erster Preis wurde hier nicht vergeben. Beim Sofia Singing Competition und beim Robert-Schumann-Wettbewerb in Zwickau 1969 erreichte sie weitere erste Preise.
In den folgenden Jahrzehnten hatte Heidi Rieß eine umfassende und abwechslungsreiche Konzertkarriere aufgebaut. Sie trat bei berühmten Orchestern und Chören wie dem Gewandhausorchester Leipzig, dem Rundfunk-Sinfonieorchester Leipzig, dem Radio-Symphonie-Orchester Berlin, der Dresdner Philharmonie, dem Thomanerchor Leipzig und dem Dresdner Kreuzchor auf. Sie gastierte in vielen Ländern der Welt u. a. in Italien, Belgien, Schweiz, Ungarn und Japan. Sie trat bei zahlreichen Festivals wie dem Bachfest Leipzig und dem Internationalen Bachfest Schaffhausen, dem Flandern Festival und bei den Händel-Festspielen in Halle auf. Sie arbeitete mit Dirigenten wie Kurt Masur, Hans-Joachim Rotzsch, Herbert Blomstedt, Helmut Koch, Heinz Rögner, Herbert Kegel, Charles de Wolff zusammen. Heidi Rieß war in zahlreichen Opern- und Liederabenden in Radio, Fernsehen zu hören. Sie nahm für das Label Eterna zahlreiche Tonträger auf.

### Ruhestand
Heidi Rieß lebte zuletzt in einer Seniorenanlage in Leipzig und setzte sich für würdevolles Altern ein. Sie gab dort auf ihrem Klavier, häufig auch mit Musikstudenten der Hochschule Leipzig, Konzerte für ihre Mitbewohner. „Mit jedem Anschlag auf die Tasten kommen Erinnerungen von früher zurück - an die Zeit als Sängerin, Konzerte mit Peter Schreier, an Aufführungen mit dem Dresdner Kreuzchor oder dem Leipziger Gewandhausorchester.“ Oder in ihren eigenen Worten: „Früher war ich in Japan auf Konzerttournee, heute bin ich über jede Ausfahrt mit meinem Elektrostuhl glücklich.“ „Ihr Lebenselixier - die Musik - begleitet sie weiterhin.“